# Rahotep (Wesir)
Rahotep, auch Parahotep war ein Wesir des altägyptischen Königs (Pharao) Ramses II. (* ca. 1298 v. Chr.; † 19. Juli 1213 v. Chr.).
Rahotep stammte vermutlich aus der Gegend des Fayum, wo er auch bestattet worden ist. Er war der Sohn des späteren Hoherpriesters des Ptah Pahemnetjer und wurde wohl unter Sethos I. geboren. Seit dem zweiten Jahrzehnt der Regierungszeit von Ramses II. ist Rahotep im Amt des nördlichen Wesirs bezeugt. Er war auch Hoherpriester des Ptah und Hoherpriester von Heliopolis. Beide Posten erhielt er am Ende seines Lebens. Seine Gemahlin war Heli, Tochter des Hohenpriesters des Onuris Minmose, wodurch Rahotep mit einer anderen wichtigen Familie des Landes verbunden war.
Von diesem Wesir sind zahlreiche Denkmäler erhalten. Am Ende seiner Karriere wurde Rahotep schließlich zum Hohepriester des Ptah ernannt. Die ältere Forschung ging von zwei Wesiren aus, da es fünf Kanopenkrüge dieses Wesirs gibt und eine Person normalerweise nur vier von diesen hatte. Die neuere Forschung sieht in ihm aber nur eine Person, obwohl es dazu noch keine wirkliche Einstimmigkeit zu diesem Thema gibt. Das Grab des Rahotep fand sich bei Sedment, am Eingang zum Fayum. Die Anlage war schon sehr zerstört als sie 1921 ausgegraben wurde. Sie bestand aus einer oberirdischen Kapelle, die mit Säulen, Reliefs und Statuen reich ausgestattet war. Die unterirdischen Grabkammern enthielten diverse Bestattungen, darunter auch die Sarkophage von Rahotep und seiner Gemahlin.